# Storgrundet (vid Djupsund, Karleby)
Storgrundet är en ö i Finland. Den ligger i sjön Byrkholmsfjärden vid Djupsund i kommunen Karleby i den ekonomiska regionen  Karleby  och landskapet Mellersta Österbotten, i den centrala delen av landet, 400 km norr om huvudstaden Helsingfors. Öns area är 2 hektar och dess största längd är 220 meter i nord-sydlig riktning. I omgivningarna runt Byrkholmens Storgrundet växer i huvudsak blandskog.